# ما ساخته‌ایم
ما ساخته‌ایم (به هندی: Ek Duuje Ke Liye) فیلمی محصول سال ۱۹۸۱ و به کارگردانی کی. بالاچاندر است. در این فیلم بازیگرانی همچون کمال حسن، راتی آگنیهوتری، مادهوی، راضا مراد، آسرانی ایفای نقش کرده‌اند.